# Стшелинский повет
Стшелинский повет (пол. Powiat strzeliński) — повет (район) в Польше, входит как административная единица в Нижнесилезское воеводство. Центр повета — город Стшелин. Занимает площадь 622,27 км². Население — 44 165 человек (на 31 декабря 2015 года).

## Административное деление
- города: Стшелин, Вёнзув
- городско-сельские гмины: Гмина Стшелин, Гмина Вёнзув
- сельские гмины: Гмина Борув, Гмина Кондратовице, Гмина Пшеворно

## Демография
Население повета дано на 31 декабря 2015 года.
| Перепись            | Всего  | Мужчины | Женщины |
| ------------------- | ------ | ------- | ------- |
| Всего               | 44 165 | 21 859  | 22 306  |
| Городское население | 14 808 | 7075    | 7733    |
| Сельское население  | 29 357 | 14 784  | 14 573  |